# Dendrobium serena-alexianum
Dendrobium serena-alexianum är en orkidéart som beskrevs av Jeffrey James Wood och Anthony L. Lamb. Dendrobium serena-alexianum ingår i släktet Dendrobium, och familjen orkidéer. Inga underarter finns listade i Catalogue of Life.